# European Girls Adult Film Database
European Girls Adult Film Database, o EGAFD, è una banca dati online contenente le informazioni su film pornografici e pornostar europei. Al febbraio 2015, comprende schede descrittive per più di 21.000 film e di 15.000 attrici.

## Descrizione
Lo stesso sito afferma di non poter essere completo in materia, pur cercando di categorizzare più informazioni possibili sul cinema pornografico in Europa e proponendosi come complementare rispetto a IMDb e IAFD. La preferenza dei curatori è verso i film (con trama) più che verso gli all-sex (assenza di trama, solo scene di sesso). C'è una parziale carenza nella copertura di notizie sulla cinematografia porno francese, per mancanza di conoscenze in merito degli stessi curatori. Le principali fonti delle informazioni sono i siti di vendita dei DVD, che prendono le informazioni dalle copertine, e alcuni volontari che si mettono in contatto con i curatori in newsgroup. Per il cinema italiano e parte di quello francese, gli autori sono stati aiutati da Rocco D'Amato, autore di Dizionhard.
Poiché la distinzione tra hardcore e softcore era molto più sfumata negli anni settanta e le performance delle attrici sono state varie (attrici hardcore in pellicole softcore e viceversa, attrici soft entrate nell'hard), il sito non include solo contenuti strettamente hard, ma anche film e interpreti non-hardcore, fino anche a film "classici", la cui presenza è ritenuta utile per identificare ed escludere dalle classificazioni le attrici presenti. Il sito ha inoltre una sezione con gli ultimi aggiornamenti inseriti, una con vari link a risorse esterne (siti delle star, fan club, siti di vendita di film, Wikipedia, altri database, riviste online del settore), una con varie foto di attrici di cui il sito cerca l'identità e un forum interno.

## Schede
Il sito ha un indice alfabetico per le schede delle attrici e dei film e un elenco per gli attori, offrendo comunque la funzione di ricerca.

### Femminili
La pagina di un interprete femminile, presenta un'immagine del volto o un mezzobusto, una sezione con brevissimi dati biografici (anno di nascita, nazionalità, eventuali titoli vinti, operazioni di chirurgia plastica e tatuaggi), se presenti gli pseudonimi, una filmografia (con indicati nomi alternativi dei film e ruolo interpretato), il link a siti web ufficiali, i link a club o gruppi dedicati all'attrice e il link ad una galleria fotografica.

### Maschili
La sezione maschile è compilata solo a scopo di riferimento per consentire di identificare gli attori: la scheda di un performer è composta infatti da brevissimi dati biografici (nazionalità, anni di attività, pseudonimi) e da alcune foto del viso.

### Film
La descrizione del film presenta una sezione di dettagli (anno, regista, casa di produzione/distribuzione, presenza di attrici non inserite nel database), attrici del cast, attori, protagonisti delle scene, link a siti di vendita del titolo.